# Sint-Pietersbandenkerk (Oostkamp)

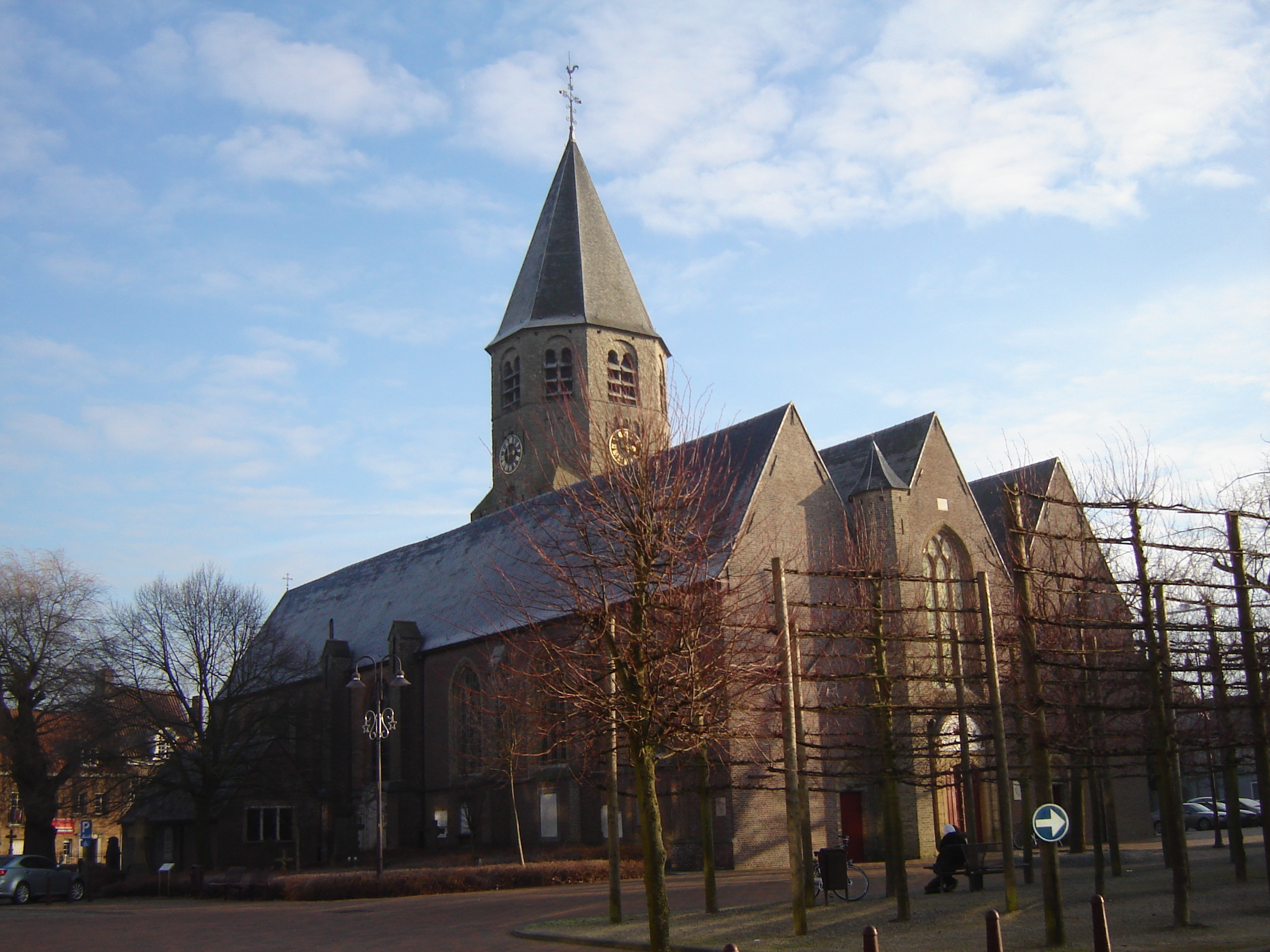
Sint-Pietersbandenkerk

De Sint-Pietersbandenkerk is de parochiekerk van de West-Vlaamse plaats Oostkamp, gelegen aan het Gemeenteplein.

## Geschiedenis
De eerste vermeldingen van een kerkgebouw waren in 1098. Daarin werd verwezen naar een stichting van de kerk in 961. Deze kerk werd in 1128 in brand gestoken door Willem van Normandië in zijn strijd tegen Diederik van de Elzas, waarvan ook de schout van Oostkamp een aanhanger was.
Omstreeks 1175 werd een romaanse kerk gebouwd: een basilicale kruiskerk met vieringtoren. Deze kerk werd door de Beeldenstorm (1566) beschadigd en raakte in vervallen staat. Van omstreeks 1612-1620 werd de kerk hersteld. Na 1624 werd ook de toren hersteld, waarbij de romaanse galmgaten door gotische werden vervangen. Verder in de 17e eeuw werd de noordelijke zijbeuk verbreed tot de lengte van de transeptarm. De zuidbeuk werd pas omstreeks 1820 op dezelfde breedte gebracht, waardoor nu een driebeukige hallenkerk ontstond.
In 1887 werd door Joris Helleputte een ontwerp gemaakt voor vergroting van de kerk, met name het koor. In 1900 werd getracht de toren weer terug te brengen in de romaanse vorm, naar ontwerp van Charles De Wulf.

## Gebouw
Het betreft een driebeukige hallenkerk, uitgevoerd in baksteen. De achtkante vieringtoren werd uitgevoerd in natuursteen. De pilaren die de toren dragen zijn de enige overblijfselen van het romaanse kerkgebouw.

## Interieur
Een belangrijk kunstwerk is de Overhandiging van de kerksleutels van Christus aan Sint-Petrus, een schilderij van Jan Maes (1658). Voorts een Onze-Lieve-Vrouw van de Rozenkrans van Jan Garemijn (1785).